# Underdog (альбом Audio Adrenaline)
Underdog — пятый студийный альбом американской христианской рок-группы Audio Adrenaline, выпущенный 14 сентября 1999 года на лейбле ForeFront Records. Лирика альбома несколько отличается от Some Kind of Zombie, поскольку в ней больше внимания уделяется миссиям и распространению слова Божьего, как показано в песнях «Hands and Feet» и «Jesus Movement»; эта тема вновь появится в альбоме Worldwide. Другие песни, такие как «Get Down» и «Good Life», размышляют о влиянии Бога на христианскую жизнь.
Альбом также содержит более бодрую перезапись песни «DC-10» (которая первоначально появилась на дебютном альбоме группы), кавер-версию песни «Let My Love Open the Door» Пита Таунсенда и запись песни «It Is Well With My Soul», единственную запись традиционной песни поклонения на всех альбомах группы.

## История
Группа Audio Adrenaline исполняли песни из альбома Underdog во время тура Underdog Tour, Diverse City Worldwide Tour, Until My Heart Caves In Tour и Kings & Queens Tours.

## Отзывы
| Оценки критиков     | Оценки критиков |
| Источник            | Оценка          |
| ------------------- | --------------- |
| AllMusic            | [ 6 ]           |
| HM Magazine         | (favorable)     |
| Jesus Freak Hideout | [ 8 ]           |

Альбом получил положительные отзывы от музыкальных критиков. Стив Хьюи из AllMusic дал альбому 3 звезды из 5, написав, что в целом альбом понравится особенно поклонникам группы. Тем не менее, он пишет, что «фанковые риффы все ещё иногда кажутся налепленными на песни, которые в основе своей являются мелодичным AOR, и есть несколько музыкально неловких моментов». Джон ДиБиасе из Jesus Freak Hideout дал альбому 4,5 звезды из 5 и заявил, что это лучший альбом группы со времён Don’t Censor Me. Он также написал, что Underdog превосходит «каждый альбом по таланту, мастерству исполнения песен, герметичности, смелому посланию и общему величию».

## Коммерческие показатели
Альбом занял 76-е место в американском основном хит-параде Billboard 200 и 1-е в чарте Christian Albums (первый чарттоппер группы).

## Музыкальные видеоклипы
На песни «Get Down» и «Hands and Feet» были сняты клипы. Клип на песню «Hands and Feet» был записан в джунглях Дариен в Панаме с участием местных племён.

## Список композиций
Слова и музыка всех песен — Mark Stuart, Bob Herdman, Will McGinniss и Tyler Burkum, кроме указанных..
| №                   | Название                                               | Автор(ы)                                                            | Длительность |
| ------------------- | ------------------------------------------------------ | ------------------------------------------------------------------- | ------------ |
| 1.                  | «Mighty Good Leader [a][b]»                            | Mark Stuart, Bob Herdman, Will McGinniss, Tyler Burkum, Ben Cissell | 3:15         |
| 2.                  | «Underdog[a]»                                          |                                                                     | 3:30         |
| 3.                  | «Get Down[a][b]»                                       | Stuart, Herdman, McGinniss, Burkum, Cissell                         | 3:16         |
| 4.                  | «Good Life»                                            | Stuart, Herdman, McGinniss, Charlie Peacock                         | 3:53         |
| 5.                  | «Let My Love Open the Door»                            | Pete Townshend                                                      | 2:35         |
| 6.                  | «Hands and Feet[a][b]»                                 | Stuart, Herdman, McGinniss, Burkum, Peacock                         | 4:08         |
| 7.                  | «Jesus Movement»                                       |                                                                     | 3:18         |
| 8.                  | «DC-10[a]»                                             | Stuart, Herdman, McGinniss, Barry Blair                             | 2:26         |
| 9.                  | «It Is Well with My Soul» (при участии Jennifer Knapp) | Horatio Spafford, Philip Bliss                                      | 5:12         |
| 10.                 | «This Day»                                             |                                                                     | 3:25         |
| 11.                 | «It's Over»                                            |                                                                     | 3:57         |
| 12.                 | «The Houseplant Song»                                  | Stuart, Herdman, McGinniss                                          | 4:04         |
| Общая длительность: | Общая длительность:                                    | Общая длительность:                                                 | 42:56        |

Замечания
- a  появляется на Hit Parade
- b  появляется на Adios: The Greatest Hits

## Участники записи
- Марк Стюарт — вокал, бэк-вокал, арфа (7)
- Боб Хердман — клавишные, гитары, бэк-вокал, акустическая гитара (12), вокал (12)
- Тайлер Буркум — лид-гитара, гитара (7, 9), бэк-вокал
- Уилл МакГиннисс — бас-гитара, бэк-вокал
- Бен Сисселл — ударные (7)